# Cleptochiton pantherinus
Cleptochiton pantherinus är en insektsart som beskrevs av Kusnezov 1929. Cleptochiton pantherinus ingår i släktet Cleptochiton och familjen dvärgstritar. Inga underarter finns listade i Catalogue of Life.